# 蘇埃爾 (新澤西州)
蘇埃爾（英語：Sewell）是位於美國新澤西州格洛斯特縣的普查規定居民點。

## 人口
根據2020年美國人口普查的數據，蘇埃爾的面積為5.20平方千米，皆為陸地。當地共有人口3346人，而人口密度為每平方千米643.46人。